# Młyn w Strugienicach
Młyn w Strugienicach – młyn zbożowy na Bzurze wybudowany w 1870 r. Znajduje się w Strugienicach, w powiecie łowickim, w województwie łódzkim.

## Historia
Młyn został wybudowany w 1870 r. Należał początkowo do Emilii Grochowskiej i Karoliny Zakolskiej. W 1898 został kupiony przez Piotra i Zofię Świderskich, którzy wybudowali w sąsiedztwie młyna dom mieszkalny. Młyn został kilkukrotnie uszkodzony: w 1915 r. - na skutek działań wojennych, w 1924 r. - na skutek pożaru (odbudowany w latach 1925-1926) oraz w 1945 - na skutek działań Armii Czerwonej. Do końca okresu międzywojennego stanowił własność rodziny Świderskich. W okresie powojennym został upaństwowiony. Od 1950 r. znajdował się pod zarządem Gminnej Spółdzielni "Samopomoc Chłopska" w Zdunach. W 1990 r. został sprzedany prywatnemu właścicielowi. Obecnie nieczynny. We wnętrzach zachowały się elementy wyposażenia młynarskiego. Historia młyna w Strugienicach jest tematem filmu dokumentalnego pt. Młyn nad Bzurą (2016, reż. Tomasz Świątkowski).
W 2016 r. na terenie dawnej osady młyńskiej w Strugienicach odsłonięto głaz upamiętniający Halinę Świderską-Koneczną.

## Galeria

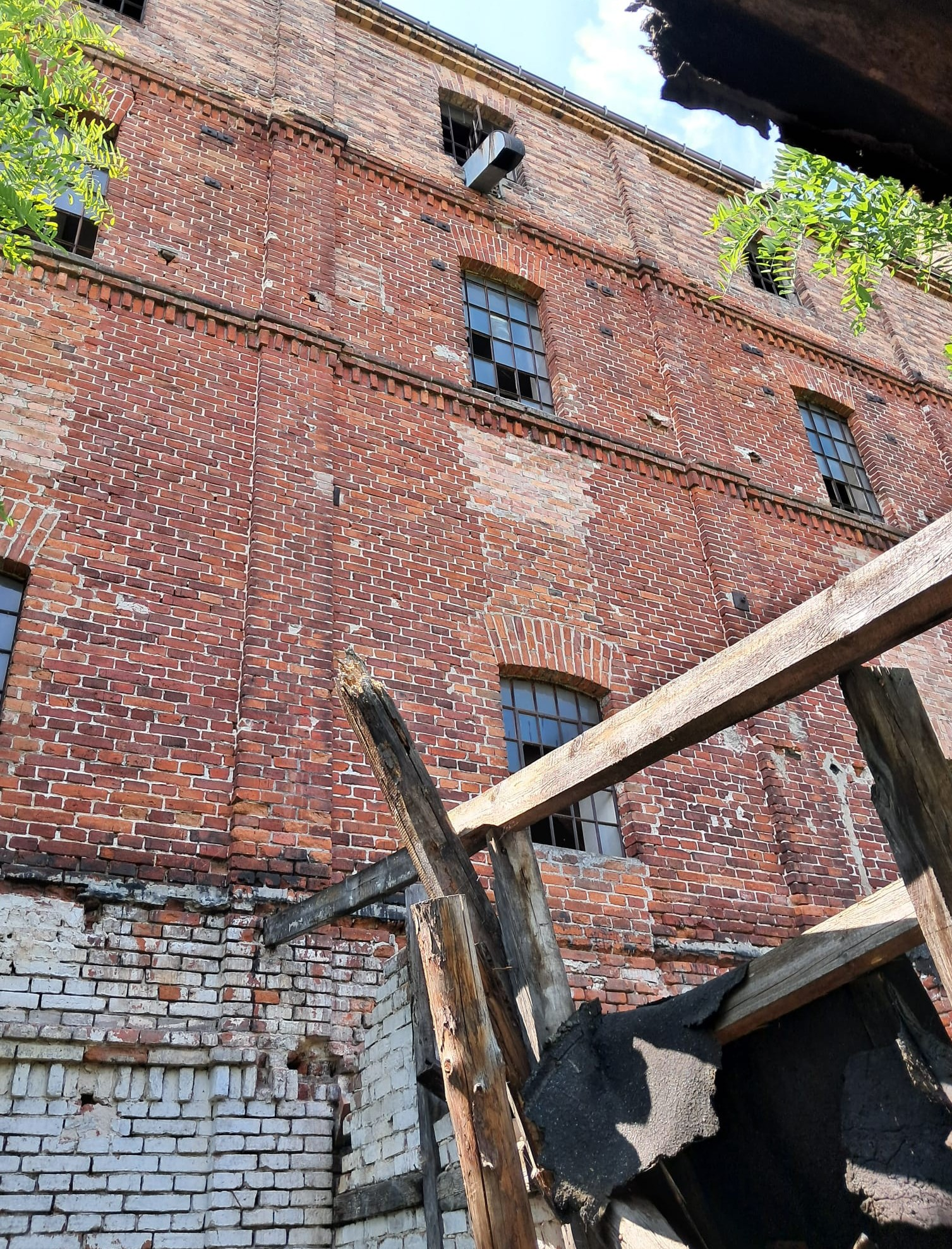
Pozostałości turbinowni (2025)
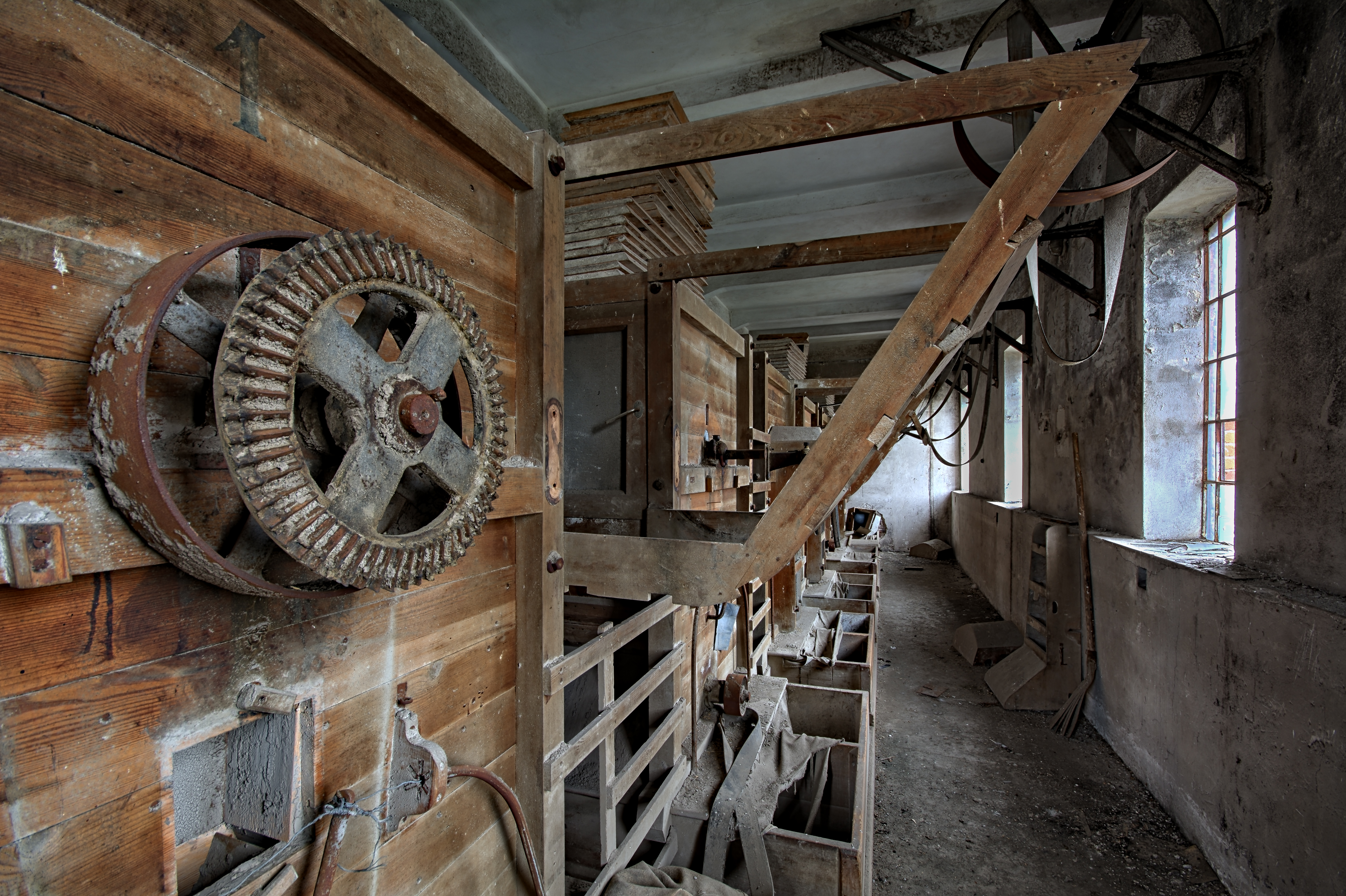
Odsiewacze
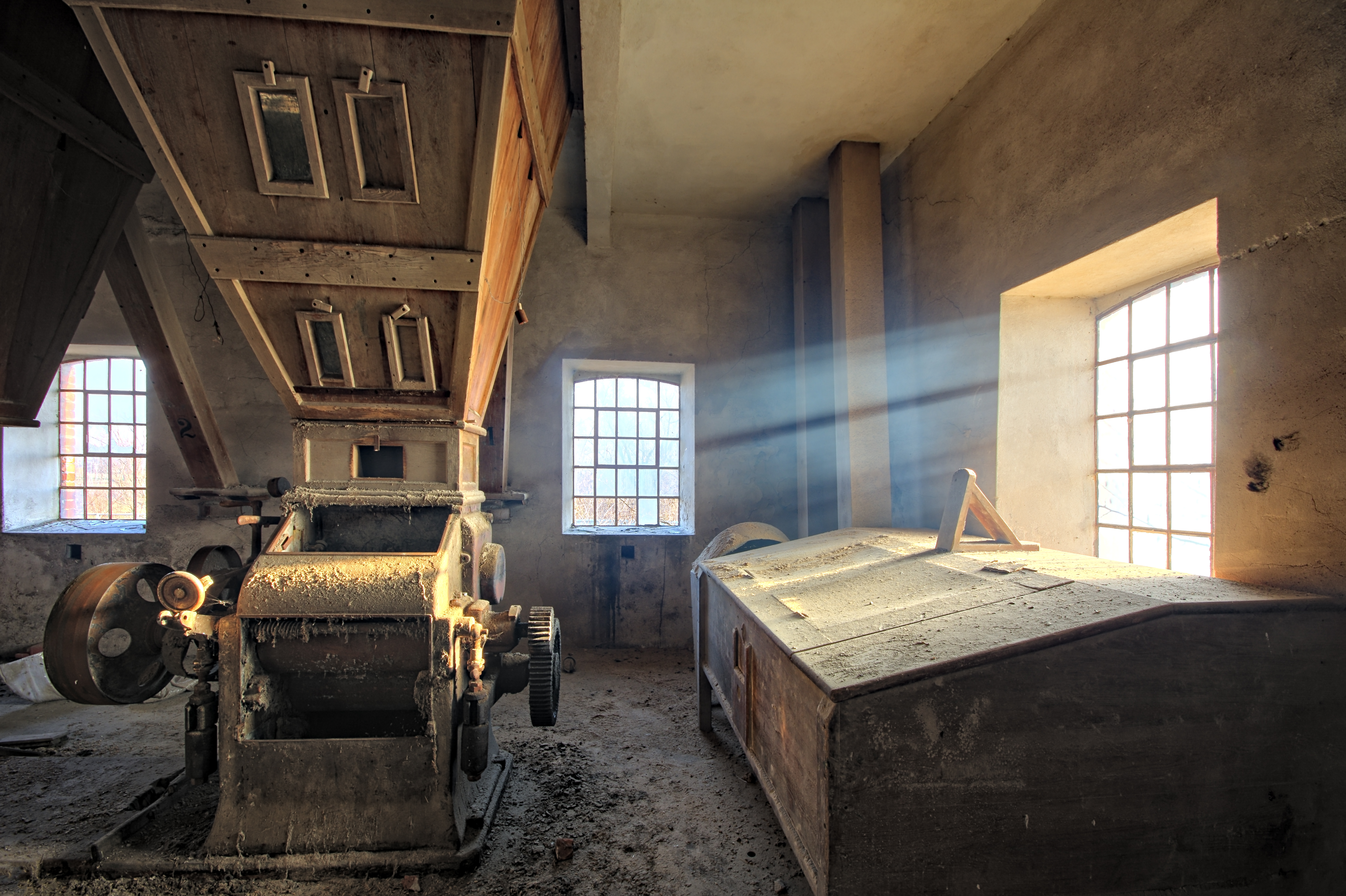
Wnętrze młyna
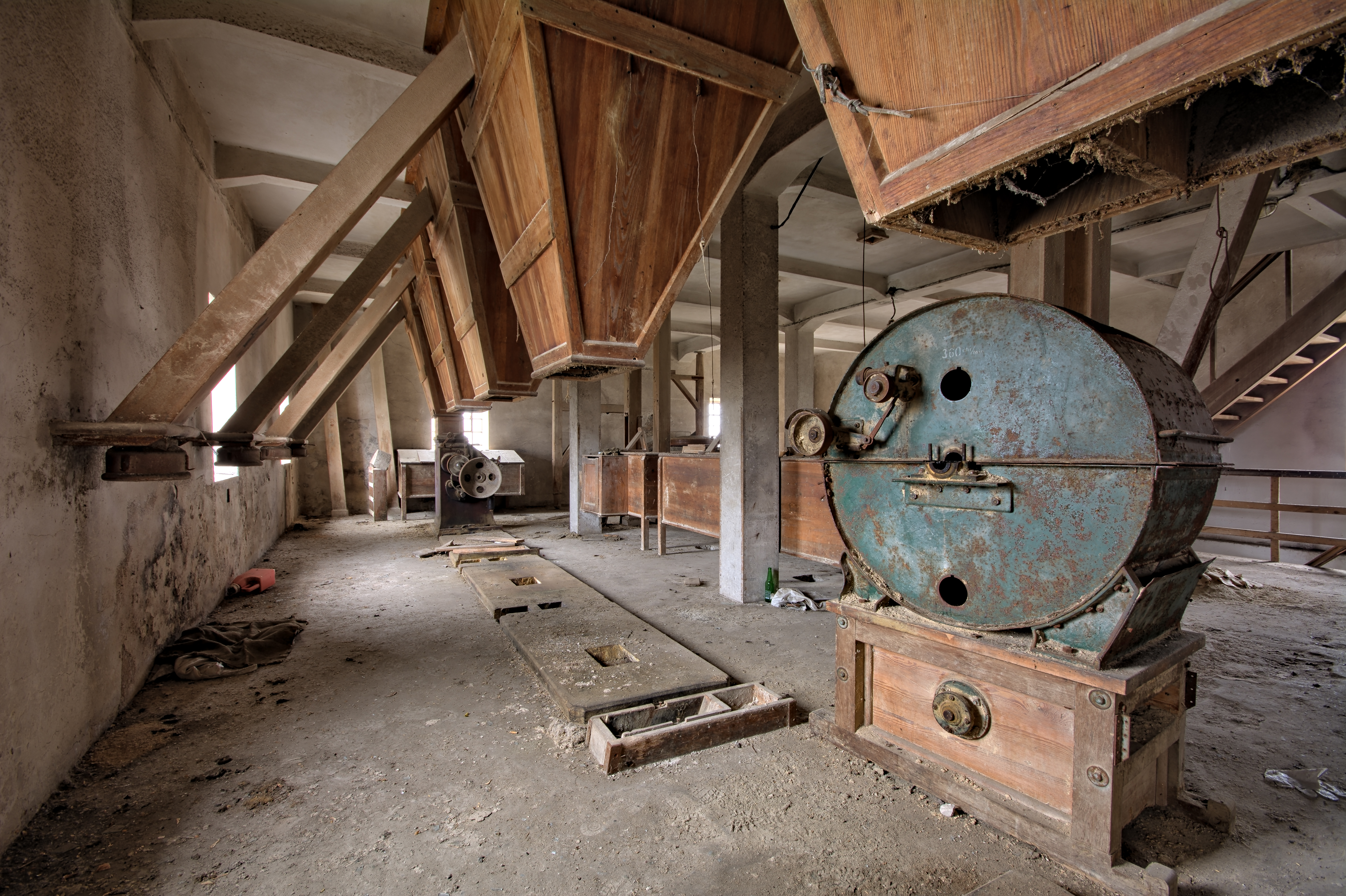
System filtrów
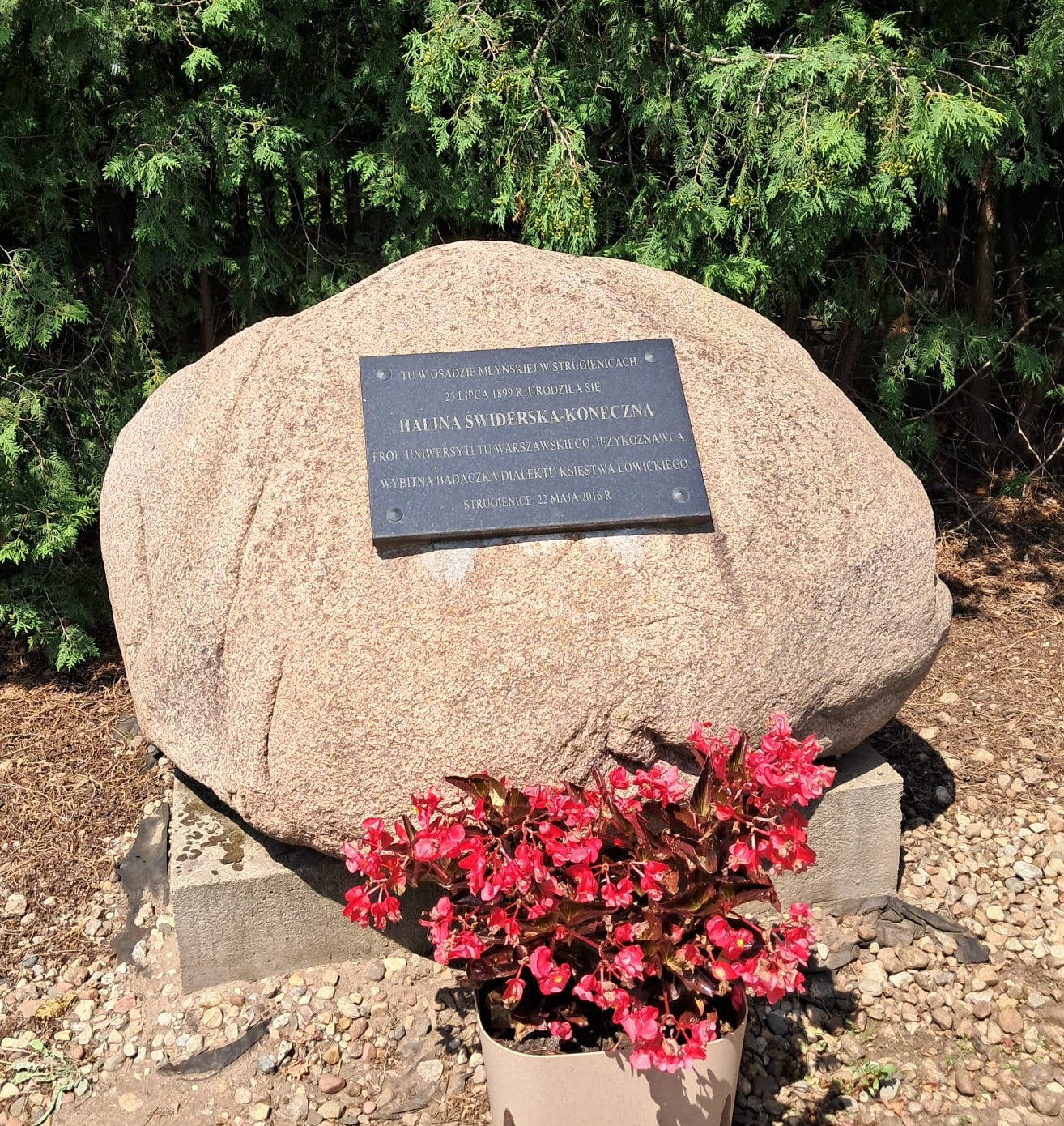
Głaz Haliny Świderskiej-Konecznej